# Ньїрмада
Ньїрмада (угор. Nyírmada) — селище (надькьожег) в медьє Саболч-Сатмар-Береґ в Угорщині. Вперше згадується в 1254 році.

## Населення
Займає площу 38,82 км², там проживає 4811 жителів (за даними 2010 року). За даними 2001 року, 91,5 жителів селища — угорці, 8,5 % — цигани.

## Розташування
Розташоване за 38 км на схід від міста Ньїредьгаза. Має залізничну станцію. Через селище проходить автодорога 41. Найближчий населений пункт — село Пустадобош.

## Відомі уродженці
- Ференц Грезер (1892—1918) — один з найуспішніших льотчиків-винищувачів військово-повітряних сил Австро-Угорщини в Першій світовій війні.

| Угорщина | Це незавершена стаття з географії Угорщини. Ви можете допомогти проєкту, виправивши або дописавши її. |